# Скіфські могили

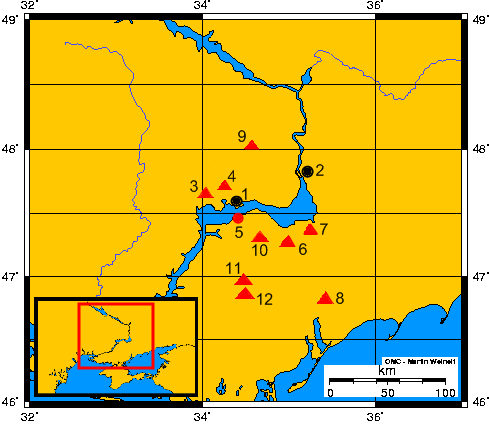
Столиця скіфів Кам'янське городище і т.зв. скіфські «царські» могили в нижній течії Дніпра:
1) Нікополь (сучасне місто)
2) Запоріжжя (сучасне місто)
3) Товста Могила
4) Чортомлик
5) Кам'янське городище
6) Гайманова Могила
7) Васільевські кургани
8) Мелітопольський курган
9) Олександропіурган
10) Велика Цимбалка
11) Козел
12) Огуз

Скіфські могили (або скіфські кургани) — поховальні пам'ятники скіфського часу, у формі земляного насипу над поховальною ямою.

## Локалізація
Скіфи, що жили на території України (степова і лісостепова зона, зокрема Придніпров'я, Крим) з VII до ІІІ-ІІ ст. до Р. Х., залишили по собі велику кількість курганів-могил. Треба сказати, що скіфські могили знайдені і на території Північного Кавказу, у Прикубанні.
Найвідоміші скіфські могили на території України — Жаботинські кургани, могили Чортомлик, Огуз, Куль-Оба, Великий Рижанівський курган, Солоха, Козел, Гайманова Могила, Товста Могила, Мелітопольський курган, Мельгуновський курган, Олександропільська, «Перша Завадська», Чабанцева Могила, Золота і Ак-Мечетська, «Переп'ятиха». Загалом на наших землях датуються VII–VI ст. до Р.Х тільки 20 скіфських могил, кінцем VI–V ст. до Р. Х. — близько 100 курганів-могил. Пік будівництва поховальних споруд-могил припадає на IV ст. до Р.Х — розквіт Скіфії. Грандіозні поховальні «Царські кургани», в яких виявлені величезні цінності, у більшості локалізуються на Нижньому Подніпров'ї. Але на межі IV-ІІІ ст. до Р.Х настає спад їх будівництва та й взагалі проявів скіфської культури, яка занепадає.
Артефакти культури населення України скіфської доби свідчать, що це був етнічно і культурно неоднорідний конґломерат, який включав і кочівників, і хліборобів-протослов'ян. При цьому вони перетиналися, несли частково залишки кімерійської культури. Тому не є дивним, що поряд зі скотарством, притаманним власне скіфам-кочівникам, у похованнях-могилах знайдені унікальні золоті прикраси характерного скіфського «звіриного» стилю, великі ритуальні бронзові казани, тисячі предметів виготовлені з золота, срібла, заліза тощо, що свідчить про наявність гірничо-металургійних технологій. У скіфському городищі поблизу м. Кам'янка-Дніпровська Запорізької області знайдено залишки гірничо-металургійного ремісничого виробництва — грудки болотяної залізної руди, залізну крицю, ковальські інструменти.

## Технологія спорудження могил
Спорудження самих могил-велетнів потребувало тисяч робітників, якими повинні були керувати навчені люди, що втілювали задум побудови земляних гробниць. Це потребувало видобування і транспортування сотень тисяч тонн ґрунту, а також певних гірничих інженерних знань. Так, могила «Чортомлик» (поблизу міста Нікополь на Дніпропетровщині) являє собою 20-метровий земляний насип всередині якого знаходиться гігантська підземна споруда — 11-метрова шахта і 5 - 8 поховальних камер. Без попереднього плану, відповідних креслень, строгої організації земельних та гірничих робіт такий задум неможливо було втілити в реальність.
Технологія створення могил скіфами — це їх будівництво з вальок на місці поховання. Знатних небіжчиків-царів ховали глибоко під землею (до 15-20 метрів від рівня поля), у видовбаній глиняній печері. Забивали вхід камінням, а над місцем поховання із земляних вальок споруджували «піраміду». Могила будувалася із пластів дерну, вальок із суміші землі та трави, очерету. Будівельний матеріал брався із болотистої місцини, заплав річок та перевозився на відстані до 5-10 кілометрів. Інколи пагорби обкладались кам'яною крепідою, а потім знову шарами вальок.

## Історія досліджень
Регулярні археологічні дослідження в степах Нижнього Дніпра почав Іван Забєлін. Він відмітив особливості будови курганів, вирізнив окремі деталі. В 1865 році І. Є. Забєлін в кургані Козел відкрив три могили коней та центральну шахту з камерами під кутами. У Великій Цимбалці в 1867–1868 роках він відкрив катакомбу з трьома камерами, ще й окрему могилу із шістьма кіньми. У 1884 році біля Великої Знам‘янки Дмитро Самоквасов розкопав найбільший для V ст. до Н. Х. курган висотою 7 м, де виявив велику могильну яму із залишками дерев‘яного склепу. Початок робіт Миколи Веселовського в Дніпро-Молочанському межиріччі припадає на 1889 рік. Три сезони він досліджував два кургани біля с. Шульгівка. Крім Шульгівки, в 1891 році. М. І. Веселовський почав чотирирічні розкопки Огузу та на «пробу» дослідив Діїв курган. Мешканці сусідніх з Сірогозами сіл вели несанкціоновані розкопки курганів. Тому Археологічна комісія в 1897 році. відрядила туди К.Думберга. Він докопав Діїв курган, зібрав речі зі зруйнованого кургану в Покрівці, дослідив Малий курган біля Огузу. Місія К.Думберга не зупинила грабіжницькі розкопки, тому її наступного року продовжив Ф. О. Браун. Між Верхніми та Нижніми Сірогозами він розкопав чотири кургани, а в Чмиревій Могилі відкрив дві катакомби і могилу 10 коней у коштовній узді. В 1909–1910 роках М. І. Веселовський, поновив роботи на Чмиревій Могилі. Він удруге відкрив катакомби, а в Західній йому вдалося знайти схованку з 10 срібними посудинами, яку не помітив попередник.
Перші узагальнення скіфських пам‘яток зроблені О. С. Лаппо-Данилевським (1887), він висловив міркування з побуту і поховальних звичаїв скіфів, серед них і думку про залежність глибини могили з якістю ґрунту, розглянув рови, крепіди. О. С. Лаппо-Данилевський розділив могили за розмірами на чотири класи.
Наступний період досліджень великих скіфських курганів було відкрито в 1954 р. експедицією О. І. Тереножкіна. В Мелітопольському кургані він розкопав дві глибокі могили. Тут зафіксовано використання вальків для будівництва насипу, які привозили із заплави Молочної. На Лівобережжі експедицією Б. М. Гракова досліджено курган біля Кам‘янського городища (1946), в 1961–1963 рр. розкопано групу курганів Солохи, один курган біля Цимбалки та 10 курганів у м. Дніпрорудне.

## Найвідоміші скіфські могили

Олександропільський курган. Вид із заходу.

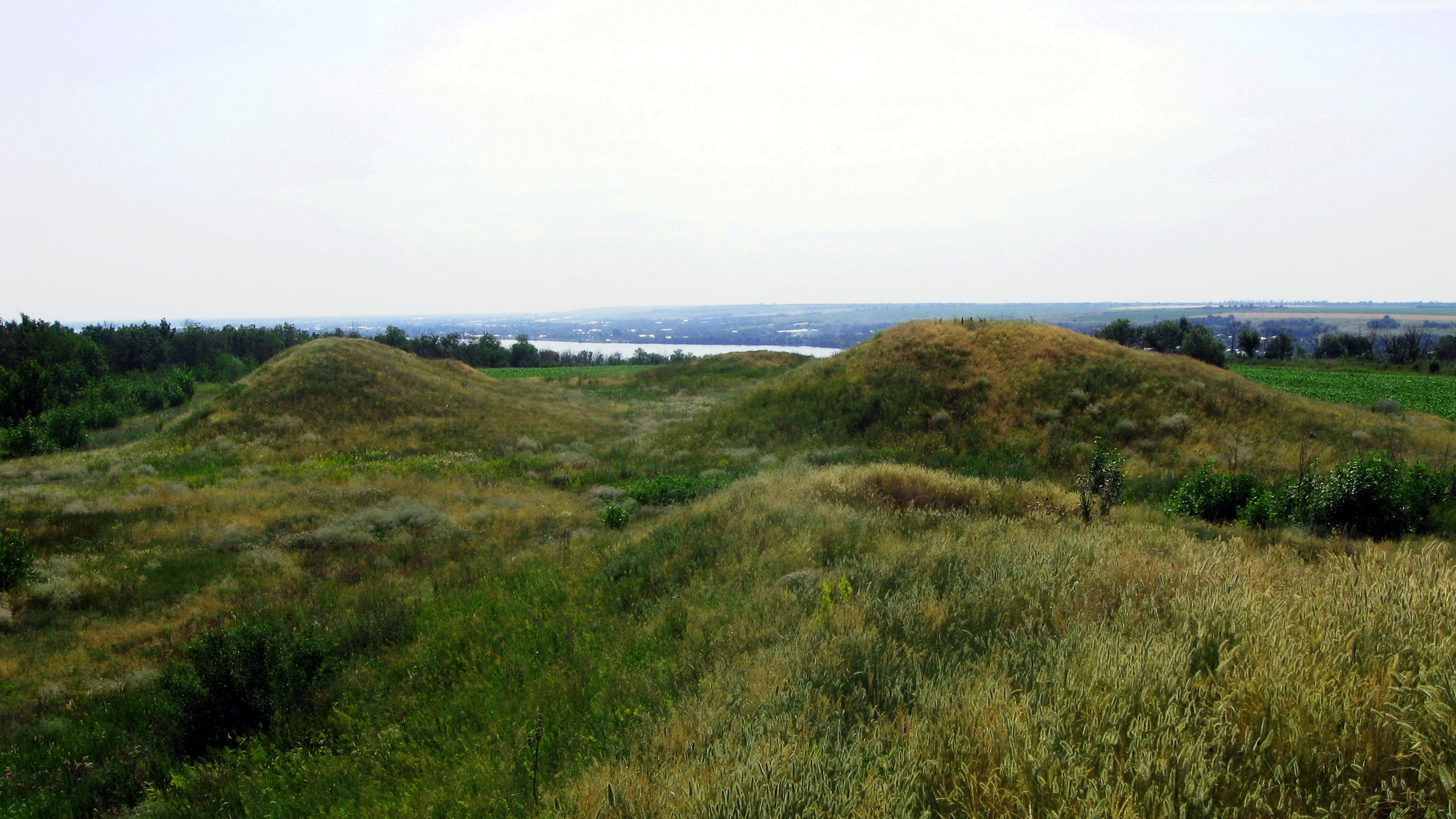
Мамай-гора

- Жаботинські кургани,
- Чортомлик
- Огуз
- Куль-Оба
- Солоха
- Мамай-гора
- Козел
- Гайманова могила
- Товста могила
- Мелітопольський курган
- Мельгунівський курган
- Олександропільський курган
- Перша Завадська
- Чабанцева Могила
- Золотий курган
- Ак-Мечетський курган
- Переп'ятиха
- Великий Рижанівський курган
- Оксютинські кургани